# Temporada 1992-93 de los New Jersey Nets
La temporada 1992-93 fue la decimoséptima de los New Jersey Nets en la NBA, tras la fusión de la liga con la ABA, donde había jugado nueve temporadas, y la decimoquinta en su ubicación en Nueva Jersey. La temporada regular acabó con 43 victorias y 39 derrotas, ocupando el sexto puesto de la conferencia Este, clasificándose para los playoffs, en los que perdieron en primera ronda ante Cleveland Cavaliers.
Después de la temporada, se produjo una tragedia cuando Dražen Petrović murió en un accidente automovilístico en Alemania a la edad de 28 años, el 7 de junio de 1993; Petrović iba pasajero en el coche conducido por su novia que perdió el control y chocó de frente contra un camión en una carretera empapada por la lluvia cerca de Múnich. Su novia, Klara Szalantzy, de 23 años, y otro pasajero, Hilal Haene, de 53 años, resultaron gravemente heridos.

## Elecciones en elDraft
| Ronda | Puesto | Jugador      | Posición  | Nacionalidad   | Universidad    |
| ----- | ------ | ------------ | --------- | -------------- | -------------- |
| 2     | 29     | P. J. Brown  | Ala-Pívot | Estados Unidos | Louisiana Tech |
| 2     | 40     | Steve Rogers | Escolta   | Estados Unidos | Alabama State  |

## Temporada regular
| División Atlántico | División Atlántico | División Atlántico | División Atlántico | División Atlántico | División Atlántico | División Atlántico | División Atlántico | División Atlántico |
| Equipo             | G                  | P                  | %                  | PD                 | Casa               | Fuera              | Div                |                    |
| ------------------ | ------------------ | ------------------ | ------------------ | ------------------ | ------------------ | ------------------ | ------------------ | ------------------ |
| y-New York Knicks  | 60                 | 22                 | .732               | —                  | 37–4               | 23–18              | 23–5               |                    |
| x-Boston Celtics   | 48                 | 34                 | .585               | 12                 | 28–13              | 20–21              | 19–9               |                    |
| x-New Jersey Nets  | 43                 | 39                 | .524               | 17                 | 26–15              | 17–24              | 14–14              |                    |
| Orlando Magic      | 41                 | 41                 | .500               | 19                 | 27–14              | 14–27              | 15–13              |                    |
| Miami Heat         | 36                 | 46                 | .439               | 24                 | 26–15              | 10–31              | 9–19               |                    |
| Philadelphia 76ers | 26                 | 56                 | .317               | 34                 | 15–26              | 11–30              | 11–17              |                    |
| Washington Bullets | 22                 | 60                 | .268               | 38                 | 15–26              | 7–34               | 7–21               |                    |

## Playoffs

### Primera ronda
Cleveland Cavaliers  vs. New Jersey Nets
| Fecha       | Partido                                     | Ciudad          |
| ----------- | ------------------------------------------- | --------------- |
| 29 de abril | Cleveland Cavaliers 114, New Jersey Nets 98 | Cleveland       |
| 1 de mayo   | Cleveland Cavaliers 99, New Jersey Nets 101 | Cleveland       |
| 5 de mayo   | New Jersey Nets 84, Cleveland Cavaliers 93  | East Rutherford |
| 7 de mayo   | New Jersey Nets 96, Cleveland Cavaliers 79  | East Rutherford |
| 9 de mayo   | Cleveland Cavaliers 99, New Jersey Nets 89  | Cleveland       |
|             | Cleveland Cavaliers gana las series 3-2     |                 |

## Estadísticas

### Temporada regular
| Rk | Jugador           | Edad | P  | PT | MP   | TC  | TCI  | %TC   | T3  | T3I | %T3  | TL  | TLI | %TL   | RO  | RD  | RT   | AS  | RB  | TAP | BP  | FP  | PTS  |
| -- | ----------------- | ---- | -- | -- | ---- | --- | ---- | ----- | --- | --- | ---- | --- | --- | ----- | --- | --- | ---- | --- | --- | --- | --- | --- | ---- |
| 1  | Dražen Petrović   | 28   | 70 | 67 | 38.0 | 8.4 | 16.2 | .518  | 1.1 | 2.4 | .449 | 4.5 | 5.2 | .870  | 0.6 | 2.1 | 2.7  | 3.5 | 1.3 | 0.2 | 2.9 | 3.4 | 22.3 |
| 2  | Kenny Anderson    | 22   | 55 | 55 | 36.5 | 6.7 | 15.5 | .435  | 0.1 | 0.5 | .280 | 3.3 | 4.2 | .776  | 0.9 | 3.2 | 4.1  | 8.2 | 1.7 | 0.2 | 2.8 | 2.5 | 16.9 |
| 3  | Derrick Coleman   | 25   | 76 | 73 | 36.3 | 7.4 | 16.1 | .460  | 0.3 | 1.3 | .232 | 5.5 | 6.9 | .808  | 3.3 | 8.0 | 11.2 | 3.6 | 1.2 | 1.7 | 3.2 | 2.8 | 20.7 |
| 4  | Chris Morris      | 27   | 77 | 57 | 29.9 | 5.7 | 11.8 | .481  | 0.2 | 1.0 | .224 | 2.6 | 3.2 | .794  | 2.9 | 2.9 | 5.9  | 1.4 | 1.9 | 0.7 | 1.5 | 2.2 | 14.1 |
| 5  | Sam Bowie         | 31   | 79 | 65 | 26.5 | 3.6 | 8.1  | .450  | 0.0 | 0.1 | .333 | 1.8 | 2.3 | .779  | 2.0 | 5.0 | 7.0  | 1.6 | 0.4 | 1.6 | 1.5 | 2.9 | 9.1  |
| 6  | Rumeal Robinson   | 26   | 80 | 28 | 19.8 | 3.4 | 8.0  | .423  | 0.3 | 0.7 | .357 | 1.4 | 2.4 | .574  | 0.6 | 1.4 | 2.0  | 4.0 | 1.2 | 0.2 | 1.8 | 2.1 | 8.4  |
| 7  | Chris Dudley      | 27   | 71 | 16 | 19.7 | 1.3 | 3.7  | .353  | 0.0 | 0.0 |      | 0.8 | 1.5 | .518  | 3.0 | 4.2 | 7.2  | 0.2 | 0.2 | 1.5 | 0.8 | 2.7 | 3.5  |
| 8  | Rafael Addison    | 28   | 68 | 15 | 17.1 | 2.7 | 6.0  | .443  | 0.1 | 0.5 | .206 | 0.8 | 1.0 | .814  | 0.7 | 1.3 | 1.9  | 0.8 | 0.3 | 0.2 | 0.9 | 1.8 | 6.3  |
| 9  | Chucky Brown      | 24   | 77 | 20 | 15.4 | 2.1 | 4.3  | .483  | 0.0 | 0.1 | .000 | 0.9 | 1.3 | .724  | 1.1 | 1.9 | 3.0  | 0.7 | 0.3 | 0.3 | 0.7 | 1.5 | 5.1  |
| 10 | Maurice Cheeks    | 36   | 35 | 0  | 14.6 | 1.5 | 2.7  | .548  | 0.0 | 0.1 | .000 | 0.7 | 0.8 | .889  | 0.1 | 1.1 | 1.2  | 3.1 | 0.9 | 0.1 | 0.9 | 1.0 | 3.6  |
| 11 | Rick Mahorn       | 34   | 74 | 9  | 14.6 | 1.4 | 2.9  | .472  | 0.0 | 0.0 | .333 | 1.2 | 1.5 | .800  | 1.3 | 2.5 | 3.8  | 0.4 | 0.3 | 0.4 | 0.8 | 2.1 | 3.9  |
| 12 | Bernard King      | 36   | 32 | 2  | 13.4 | 2.8 | 5.5  | .514  | 0.1 | 0.2 | .286 | 1.2 | 1.8 | .684  | 1.1 | 1.3 | 2.4  | 0.6 | 0.3 | 0.1 | 0.7 | 1.7 | 7.0  |
| 13 | Jayson Williams   | 24   | 12 | 2  | 11.6 | 1.8 | 3.8  | .457  | 0.0 | 0.0 |      | 0.6 | 1.5 | .389  | 1.8 | 1.6 | 3.4  | 0.0 | 0.3 | 0.3 | 0.7 | 2.0 | 4.1  |
| 14 | Tate George       | 24   | 48 | 1  | 7.9  | 1.1 | 2.8  | .378  | 0.0 | 0.1 | .000 | 0.4 | 0.5 | .833  | 0.2 | 0.4 | 0.6  | 1.2 | 0.2 | 0.1 | 0.6 | 0.5 | 2.5  |
| 15 | Dwayne Schintzius | 24   | 5  | 0  | 7.0  | 0.4 | 1.4  | .286  | 0.0 | 0.0 |      | 0.6 | 0.6 | 1.000 | 0.4 | 1.2 | 1.6  | 0.4 | 0.4 | 0.4 | 0.0 | 0.8 | 1.4  |
| 16 | Doug Lee          | 28   | 5  | 0  | 6.6  | 0.4 | 1.4  | .286  | 0.2 | 0.6 | .333 | 0.0 | 0.0 |       | 0.0 | 0.4 | 0.4  | 1.0 | 0.0 | 0.2 | 0.6 | 1.4 | 1.0  |
| 17 | Dave Hoppen       | 28   | 2  | 0  | 5.0  | 0.5 | 0.5  | 1.000 | 0.0 | 0.0 |      | 0.0 | 1.0 | .000  | 0.5 | 1.5 | 2.0  | 0.0 | 0.0 | 0.0 | 0.0 | 1.0 | 1.0  |
| 18 | Dan O'Sullivan    | 24   | 3  | 0  | 3.3  | 0.7 | 1.0  | .667  | 0.0 | 0.0 |      | 0.0 | 0.0 |       | 0.7 | 0.7 | 1.3  | 0.0 | 0.0 | 0.0 | 0.0 | 0.3 | 1.3  |

### Playoffs
| Rk | Jugador           | Edad | P | PT | MP   | TC   | TCI  | %TC  | T3  | T3I | %T3  | TL  | TLI | %TL   | RO  | RD   | RT   | AS  | RB  | TAP | BP  | FP  | PTS  |
| -- | ----------------- | ---- | - | -- | ---- | ---- | ---- | ---- | --- | --- | ---- | --- | --- | ----- | --- | ---- | ---- | --- | --- | --- | --- | --- | ---- |
| 1  | Derrick Coleman   | 25   | 5 | 5  | 45.0 | 10.0 | 18.8 | .532 | 1.0 | 2.4 | .417 | 5.8 | 7.2 | .806  | 2.6 | 10.8 | 13.4 | 4.6 | 1.2 | 2.6 | 2.6 | 3.6 | 26.8 |
| 2  | Dražen Petrović   | 28   | 5 | 5  | 38.6 | 6.0  | 13.2 | .455 | 0.4 | 1.2 | .333 | 3.2 | 4.0 | .800  | 0.4 | 1.4  | 1.8  | 1.8 | 0.4 | 0.0 | 4.4 | 3.6 | 15.6 |
| 3  | Chris Morris      | 27   | 5 | 4  | 32.6 | 6.8  | 12.2 | .557 | 1.2 | 3.2 | .375 | 2.2 | 2.4 | .917  | 2.6 | 3.8  | 6.4  | 1.4 | 1.6 | 1.2 | 0.6 | 1.6 | 17.0 |
| 4  | Rumeal Robinson   | 26   | 5 | 5  | 27.2 | 4.2  | 9.8  | .429 | 0.4 | 1.4 | .286 | 1.0 | 1.4 | .714  | 0.8 | 1.6  | 2.4  | 7.0 | 1.0 | 0.0 | 4.0 | 3.6 | 9.8  |
| 5  | Sam Bowie         | 31   | 3 | 3  | 23.7 | 1.3  | 3.0  | .444 | 0.0 | 0.0 |      | 0.7 | 0.7 | 1.000 | 0.7 | 3.3  | 4.0  | 0.7 | 2.0 | 0.3 | 1.3 | 3.0 | 3.3  |
| 6  | Dwayne Schintzius | 24   | 5 | 0  | 21.2 | 2.6  | 5.8  | .448 | 0.0 | 0.0 |      | 0.6 | 1.2 | .500  | 1.2 | 3.8  | 5.0  | 0.8 | 0.2 | 1.2 | 0.6 | 2.4 | 5.8  |
| 7  | Maurice Cheeks    | 36   | 5 | 0  | 16.4 | 2.2  | 4.6  | .478 | 0.0 | 0.0 |      | 0.0 | 0.2 | .000  | 0.6 | 0.6  | 1.2  | 2.8 | 1.2 | 0.2 | 1.4 | 0.6 | 4.4  |
| 8  | Rick Mahorn       | 34   | 4 | 2  | 15.8 | 1.0  | 2.5  | .400 | 0.0 | 0.0 |      | 0.0 | 0.0 |       | 1.0 | 2.3  | 3.3  | 0.8 | 0.0 | 0.5 | 0.3 | 2.3 | 2.0  |
| 9  | Chucky Brown      | 24   | 4 | 0  | 15.5 | 2.3  | 5.5  | .409 | 0.0 | 0.0 |      | 1.5 | 1.8 | .857  | 0.8 | 1.5  | 2.3  | 0.3 | 0.8 | 0.8 | 0.5 | 0.5 | 6.0  |
| 10 | Tate George       | 24   | 2 | 0  | 11.0 | 1.0  | 3.5  | .286 | 0.0 | 0.0 |      | 0.0 | 0.0 |       | 0.5 | 1.0  | 1.5  | 3.0 | 0.5 | 0.0 | 0.5 | 0.5 | 2.0  |
| 11 | Rafael Addison    | 28   | 5 | 0  | 10.6 | 1.4  | 4.2  | .333 | 0.0 | 0.0 |      | 0.6 | 0.6 | 1.000 | 0.6 | 0.6  | 1.2  | 1.0 | 0.6 | 0.0 | 0.6 | 0.6 | 3.4  |
| 12 | Bernard King      | 36   | 3 | 1  | 8.0  | 1.3  | 2.3  | .571 | 0.0 | 0.0 |      | 0.0 | 0.0 |       | 0.3 | 0.0  | 0.3  | 0.0 | 0.3 | 0.0 | 0.3 | 1.0 | 2.7  |

## Galardones y récords
| Jugador         | Galardón                      |
| Dražen Petrović | 3.er Mejor quinteto de la NBA |
| Derrick Coleman | 3.er Mejor quinteto de la NBA |